# Маэстро (футболист)
Антонио Симао Муанца или Маэстро (порт. António Simão Muanza; Maestro; 4 августа 2003, Луанда, Ангола) — ангольский футболист, нападающий сборной Анголы.

## Биография
Воспитанник Академии футбола Анголы. В январе 2022 года отправился в Португалию, где юный форвард подписал контракт с «Эштрелой». Довольно быстро Маэстро сумел заинтересовать «Бенфика». В июле того же года он подписал четырехлетний контракт с «орлами» и отправился выступать за их вторую команду. В феврале 2024 года ангольца выкупил турецкий «Адана Демирспор».

### В сборной
В составе юниорских сборных страны Маэстро принимал участие в Кубке африканских наций (U17) 2019 года в Танзании, в Чемпионате мира (U17) 2019 года в Бразилии и в Кубке КОСАФА (U20) 2020 года в ЮАР. В сентябре 2023 года дебютировал за взрослую сборную Анголы. Летом 2024 года форвард помог ей победить в Кубке КОСАФА. На турнире Маэстро отметился забитым мячом в поединке группового этапа против Сейшел (3:2), который стал для него дебютным в футболке национальной команды.

## Биография
- Обладатель Кубка КОСАФА (1): 2024.